# UFC 122
UFC 122: Marquardt vs. Okami fue un evento de artes marciales mixtas celebrado por Ultimate Fighting Championship el 13 de noviembre de 2010 en el König Pilsener Arena en Oberhausen, Alemania.

## Historia
Este fue el segundo evento de UFC en Alemania y en segundo lugar en la Europa continental. El deporte ha sido recibido con duras críticas por los medios de comunicación alemanes, que dieron lugar a la prohibición de los menores desde el primer evento de UFC alemán (UFC 99).
Vitor Belfort se enfrentaría a Yushin Okami en el evento principal, con el ganador recibiendo una oportunidad por el título de peso medio. Sin embargo, el 21 de septiembre de 2010, Belfort se retiró de la pelea para hacer frente a Anderson Silva. Finalmente Nate Marquardt acabó peleando contra Yushin Okami en el evento principal, que todavía determinaría el próximo contendiente Noº1.
Vladimir Matyushenko fue programado para enfrentar a Jason Brilz en este evento, pero Brilz se tuvo que retirar de la tarjeta el 6 de octubre con una lesión en la espalda y fue reemplazado por Alexandre Ferreira. El duelo Matyushenko/Brilz fue reprogramada para UFC 129 en abril de 2011, donde ganó por nocaut Matyushenko.
Pascal Krauss se esperaba que hiciera su debut profesional ante el también debutante Kenny Robertson, pero Robertson fue obligado a dejar la tarjeta con una lesión el 13 de octubre. Mark Scanlon reemplazo a Robertson.
Una enfermedad obligó a Alessio Sakara a dejar su pelea coestelar con Jorge Rivera, mientras que las peleas preliminares estaban en plena acción. La pelea fue desechada de la tarjeta. Como resultado, el combate Ludwig vs. Osipczak fue ascendido a la primera pelea en la tarjeta principal.

## Premios extra
Cada peleador recibió un bono de $60,000.
- Pelea de la Noche: Pascal Krauss vs. Mark Scanlon
- KO de la Noche: Karlos Vemola
- Sumisión de la Noche: Dennis Siver